# Номіс
«Номіс» (англ. Night Hunter) — канадсько-американський психологічний трилер 2018 року режисера Девіда Реймонда, знятий за власним сценарієм, з Генрі Кавіллом, Александрою Даддаріо, Стенлі Туччі, Бренданом Флетчером, Мінкою Келлі, Натаном Філліоном та Беном Кінгслі у головних ролях. Прем'єра фільму відбулась на кінофестивалі в Лос-Анджелесі 28 вересня 2018 року, 8 серпня 2019 року DirecTV випустив фільм як відео за запитом, в кінотеатрах показ розпочнеться 6 вересня 2019 року за сприянням Saban Films.

## У ролях
| Актор               | Роль           |
| ------------------- | -------------- |
| Генрі Кавілл        | Аарон Маршалл  |
| Александра Даддаріо | Рей            |
| Стенлі Туччі        | Комісар Гарпер |
| Брендан Флетчер     | Саймон Стуллс  |
| Мінка Келлі         | Енджі          |
| Натан Філліон       | Квінн          |
| Бен Кінгслі         | Майкл Купер    |
| Еліана Джонс        | Лара           |
| Сара Томпсон        | Джулі          |
| Емма Тремблей       | Фей            |
| Умпо Квахо          | Глазго         |

## Виробництво
Кінокомпанія Fortitude International представила покупцям фільм «Номіс» на Берлінському міжнародному кінофестивалі. Девід Реймонд написав сценарій і був режисером фільму, а також продюсером разом з Робертом Огденом Барнумом, Крісом Петтітом і Джеффом Біслі з Buffalo Gals. Рік Дагдейл був також продюсером, а Надін Де Баррос — виконавчим продюсером з Fortitudes. У грудні 2017 року стало відомо, що Алекс Лу та Бенжамін Воллфіш написали музику до стрічки.

### Кастинг
10 лютого 2017 року було оголошено, що Генрі Кавілл, Бен Кінгслі та Александра Даддаріо отримали ролі в фільмі. 7 березня 2017 після початку зйомок до них приєдналися Стенлі Туччі, Натан Філліон та Брендан Флетчер.

### Зйомки
Зйомки проходили з 25 лютого до 3 квітня 2017 року у Вінніпезі, Манітоба.